# Claus Marcuslund
Claus Svelmøe Marcuslund (født 17. november 1964) er en dansk musikproducer, sangskriver og digter. Marcuslund har været producent på app'en Fagtesangbogen med kendte danske børnesange. Han har udgivet sin egen musik på SoundCloud, iTunes og Spotify. Den 28. maj 2024 blev han ved retten i Fresno i USA idømt 14 års fængsel for at distribuere overgrebsmateriale af børn.

## Baggrund
I 1984 blev han student fra Midtfyns Gymnasium i Ringe. I 1997 udgav han en EP kaldet "Chrysalis". For at gøre "Chrysalis" tilgængelig for offentligheden, grundlagde Marcuslund et musikselskab ved navn Claus Marcus Music. Han forkortede sit efternavn, men opgav ideen efter at have lært, at der er en tysk kunstner ved navn Claus Marcus. I 2007 omdøbte han Claus Marcus Music til Nixound.

## Børnesex-sag i USA

### Anholdelse og tiltale
Den 11. juli 2023 blev Marcuslund anholdt, da han ankom med fly til Los Angeles i Californien. Her var han rejst til fra København for at rejse videre til byen Fresno, men han vidste ikke, at han var blevet lokket i en fælde. For den person fra Fresno, som han havde kommunikeret med, viste sig at være en undercoveragent. Agenten havde i et pædofilt forum på det mørke internet udgivet sig for at være en kvinde med en syvårig datter. Marcuslund skulle ifølge de amerikanske myndigheder have skrevet til agenten: "Jeg er fra Skandinavien. Professionel musikproducer/sangskriver og digter, og yeah, jeg er også pædofil."
Kommunikationen med den amerikanske agent startede i januar 2023. Over de følgende måneder sendte han beskeder både via den mørke hjemmeside og den krypterede beskedtjeneste Telegram. Ifølge de amerikanske myndigheder skulle han i den forbindelse have sendt billeder af seksuelle overgreb mod børn og skrevet om, at han ønskede at have sex med kvinden og udnytte hendes barn. Desuden skulle han have talt med agenten om muligheden for at få et barn sammen med henblik på, at han kunne udnytte den nyfødte.
Den føderale anklagemyndighed i Fresno indbragte sagen for en føderal domstol i Californien. Her besluttede en anklagejury, at der skulle rejses tiltale mod manden. Anklagejuryen har rejst tiltale i to forhold. Det ene drejer sig om børneporno, mens det andet drejer sig om forsøg på at lokke og tvinge en mindreårig til seksuel udnyttelse. Ifølge en pressemeddelelse fra anklagemyndigheden i Californiens østlige distrikt, er strafferammen op til livstid i fængsel, hvis han kendes skyldig.
Marcuslund blev varetægtsfængslet. Ifølge retsbogsudskrifter fra indledende retsmøder i sagen, nægtede han sig skyldig i anklagerne. Selvom hans lovovertrædelser i første omgang var begået på computere og telefoner i Danmark, valgte de amerikanske myndigheder at retsforfølge sagen i USA.

### Retsforfølgelse
I februar 2024 erklærede han sig skyldig i en såkaldt plea bargain, hvor en anklaget i en ellers alvorlig sag opnår bedre betingelser til gengæld for en fuld tilståelse. Efter hans aftale med de amerikanske myndigheder lyder tiltalen nu på to forhold – distribution af børnepornografi samt forsøg på at opnå sex med en mindreårig. Ifølge aftalen erkender han sig skyldig i det første anklagepunkt. Anklagemyndigheden dropper til gengæld den del, der handler om hans forsøg på at misbruge den angiveligt syvårige pige. Med tilståelsen følger en accept af en fængselsstraf på mellem 10 og 14 år i et amerikansk fængsel. Den 28. maj 2024 blev han ved retten i Fresno i Californien idømt 14 års fængsel for at distribuere overgrebsmateriale af børn. Domfældelsen sker, efter at han selv havde erklæret sig skyldig. Han er videre blevet idømt 15 års overvåget løsladelse. Sagen har været et resultat af en undersøgelse foretaget af blandt andet Homeland Security Investigations med assistance fra Central Valley Internet Crimes Against Children Task Force.
Marcuslund afsoner sin fængselsdom i det føderale fængsel FCI Lompoc II i byen Lompoc i delstaten Californien. Hans fængselsnummer er #68034-510. Den nuværende løsladelsesdato er ifølge det amerikanske fængselsvæsen den 14. juni 2035.

### Lignende sager
Kai Lundstrøm Pedersen er en dansk forhenværende it-konsulent fra Randers, som ved en amerikansk domstol i 2012 blev idømt 30 års fængsel i en sag om børneporno og afpresning af en 11-årig amerikansk pige. Han blev anholdt i staten New York den 3. september 2010, da han var på ferie. Han afsoner sin dom i det føderale fængsel Federal Correctional Institution, Oakdale i Louisiana og vil blive løsladt som 86-årig den 27. marts 2036.
Den 1. september 2017 blev den 49-årige dansker Henrik Nicolai Styles idømt 325 års fængsel for download af børneporno i den amerikanske delstat Virginia. Han havde bo- og opholdstilladelse i USA på et såkaldt greencard og var bosat i Dinwiddie County i staten Virginia i det østlige USA, da han den 27. september 2016 blev han anholdt. Han erkendte sig skyldig i 37 sigtelser for download af børneporno. På grund af forlig med anklagemyndigheden kan han blive løsladt efter 25 år. Styles afsoner sin dom i statsfængslet Lunenburg Correctional Center. Den nuværende løsladelsesdato er fastsat til den 2. maj 2039.

## Udvalgt diskografi

### Som guitarist
- The Scarab – "Dub Life" (1996)
- Mental Generation – "Cafe Del Mar (Underworld Mix)" (1996)
- Sunzet – "Winter Sunshine" (1997)

### Som producer
- Claus Marcuslund – "Chrysalis" (1997)
- Claus Marcuslund – "Out of the Blue" (2011)
- Claus Marcuslund – "Glendalough" (2011)
- Claus Marcuslund – "Woodsong" (2017)
- Claus Marcuslund – "Gemini" (2017)